# Chantemerle-sur-la-Soie

Chantemerle-sur-la-Soie este o comună în departamentul Charente-Maritime, Franța. În 1 ianuarie 2022 avea o populație de 214 de locuitori.